# American Journal of Veterinary Research
Das American Journal of Veterinary Research (Abkürzung Am. J. Vet. Res.) ist eine tiermedizinische Fachzeitschrift unter Peer Review, die von der American Veterinary Medical Association herausgegeben wird. Sie erschien nach eigenen Angaben erstmals 1863. Der erste Jahrgang datiert auf 1940, seit Januar 2022 wird sie als Open-Access-Zeitschrift betrieben. Die Zeitschrift ist auf klinische Veterinärmedizin bei allen Haus-, Wild- und Zootieren fokussiert. Sie ist nach eigenen Angaben das am weitesten verbreitete tiermedizinische Journal und gehört zu den am meisten zitierten. Der Impact Factor beträgt 1,156, der h-Index 94.